# 龍欽
龍欽（1481年—？年），字則敬，湖广长沙府茶陵州人，軍籍。

## 生平
治《易經》，湖廣鄉試第四十七名舉人，年四十三歲中式嘉靖二年（1523年）癸未科會試第二百九十一名，第三甲第一百五十名進士。四年任嘉兴县知县，擢任刑部主事，漕运理刑，駐扎山阳县。官至刑部员外郎。

## 家族
曾祖龍瑜。祖父龍濟高。父龍振澧。母曾氏。具庆下。兄則忠、弟則仁、則憲、錫、則恪、則宣、镗。